# 緒方淳一
緒方 淳一（おがた じゅんいち、1967年7月21日 - ）はチューバ奏者。東京生まれの福岡育ち。

## 来歴・人物
幼少時よりヴァイオリンを岸辺百々男に、声楽をヨゼフ・モルナール、父の緒方敏郎に師事。1990年に国立音楽大学器楽科テューバ専攻を首席で卒業後、シエナウィンドオーケストラで創立メンバーとして活躍。その後福岡に帰郷し、中学・高校教員を経て音楽事務所を設立、コンサート企画やライヴマネジメントなどに携わる。近年は、テューバの前身の楽器オフィクレイドの日本初の奏者としても活躍。
父は声楽家の緒方敏郎、妹も声楽家の緒方美知子。